# Joseph Cartier
Joseph Cartier naît à Prévenchères en Lozère le 15 mai 1867. En décembre 1920, il devient membre du Comité directeur du Parti communiste (PCF) jusqu'en 1923. La date de son décès n'est pas connue, sinon qu'elle se situe avant 1945. En février 1920, il avait été élu à la Commission administrative permanente (CAP) du Parti socialiste.

## Biographie
Le père de Joseph Cartier est cabaretier à Albespeyres, commune de Prévenchères, en Lozère. En 1899, il se marie à Tullins, en Isère. En 1906, il habite Paris et la police signale sa présence dans les milieux extrémistes de la capitale. Vraisemblablement, parmi les syndicalistes révolutionnaires du Bâtiment.
Mobilisé en 1914, il est placé en Isère à la garde d'un camp de prisonniers. Mais, pour avoir tenu des propos antipatriotiques, il se retrouve détenu à la Maison d'arrêt de Grenoble. Relaxé, puis rendu à la vie civile à cause de son âge, il milite au syndicat des charpentiers en fer de la Seine. Il est également militant du Parti socialiste et siège, en 1916, à, la commission exécutive de la Fédération de la Seine. Il est l'un des fondateurs du Comité de défense du syndicalisme ainsi que du Comité pour la reprise des relations internationales (CRRI), dont il est membre de la commission exécutive. En 1917, il sollicite un passeport pour se rendre à Genève, ce qui lui ait refusé. Son épouse et lui organisent des réunions en faveur des thèses de Zimmerwald. Cartier est l'un des artisans de la transformation du CRRI en Comité pour l'adhésion à la IIIe Internationale. À l'été 1920, il doit participer au IIe congrès de la IIIe Internationale, mais son passeport lui est, à nouveau, refusé.
En 1919, il est candidat aux élections municipales dans le quartier des Épinettes. Il y affronte le conseiller sortant, démissionnaire du Parti socialiste SFIO et fondateur du Parti socialiste français. En 1920, Cartier est délégué au congrès socialiste de Strasbourg et est élu à la CAP du parti. Il l'est, aussi, quelques mois plus tard, à celui de Tours. Il y propose la publication de la déclaration faite au congrès par Clara Zetkin dans L'Humanité et est élu au Comité directeur du Parti rallié à la III Internationale. En 1921 et 1922, les congrès de Marseille et de Paris le reconduisent au Comité directeur. Cette dernière année, il est également délégué au Plénum de l'Exécutif élargi de l'Internationale communiste (IC).
Mais, en 1923, le conseil national du PC, réuni à Boulogne-sur-Seine, le retire du Comité directeur. Sollicité, le Bureau politique refuse d'examiner sa réintégration. En 1925, au congrès de Clichy, l'exclusion de Cartier est signalée, sans exposé des motifs. Cartier, alors, adhère à l'Union socialiste communiste et, en 1925, est candidat aux élections municipales pour cette organisation dans le quartier des Épinettes.
Il sera encore candidat en 1927 sur une liste socialiste-communiste aux élections sénatoriales de la Seine. Puis, en 1929, il appelle à voter pour les candidats du Parti communiste. Il se confond, vraisemblablement avec Henri (son deuxième prénom) Cartier, dont le cas est examiné, en 1928, par la Commission centrale de contrôle politique du PCF (CCCP), qui conclut, qu'après avoir, à la demande de l'IC, enquêté sur son exclusion, elle estime que sa demande de réintégration doit être transmise avec avis favorable à la région parisienne. On ignore s'il reprit des activités au Parti communiste. Depuis 1920, il résidait impasse Deligny, à Paris, où il meurt le 26 mars 1938.

## Source
- Dictionnaire biographique du mouvement ouvrier français, Les Éditions de l'Atelier, 1997.